# Jarmania
Jarmania is een geslacht van korstmossen behorend tot de familie Ramalinaceae. De typesoort is Jarmania tristis.

## Soorten
Volgens Index Fungorum telt het geslacht twee soorten (peildatum december 2021):
| Soortnaam                  | Auteur(s) | Publicatiejaar |
| -------------------------- | --------- | -------------- |
| Jarmania scoliciosporoides | Kantvilas | 2008           |
| Jarmania tristis           | Kantvilas | 1996           |